# رودکا (ناحیه برنو-تسوونتری)
رودکا (به چکی: Rudka) یک منطقهٔ مسکونی در جمهوری چک است که در ناحیه برنو-تسوونتری واقع شده‌است. رودکا ۴٫۱۴ کیلومتر مربع مساحت و ۳۵۵ نفر جمعیت دارد و ۴۴۵ متر بالاتر از سطح دریا واقع شده‌است.